# Димант (сын Эгимия)
Димант (др.-греч. Δύμας) — персонаж древнегреческой мифологии. Дориец, сын Эгимия. Убит в войне Гераклидов за Пелопоннес. Возможно, его именем назван город Дима в Ахайе. Согласно мифу, его именем названа одна из спартанских фил (с научной точки зрения он персонифицирует эту филу).